# Eberhart XFG
Lo Eberhart XFG,è un caccia statunitense dei tardi anni Venti del XX secolo rimasto allo stadio di prototipo.

## Storia del progetto
Nel 1918 venne fondata a Buffalo, New York, la Eberhart Steel Products Company al fine di per produrre parti di aerei. Tra il 1922 e il 1923, la società assemblò 50 caccia Royal Aircraft Factory S.E.5E di progettazione britannica, equipaggiata con motori Wright-Hispano da 180 CV. Due anni dopo l'azienda creò una propria divisione aeronautica, la Eberhart Airplane & Motor Company Inc., che progettò il suo primo aereo nel 1927.
Si trattava di un prototipo di un caccia monoposto biplano imbarcato su portaerei per la US Navy. L'Eberhart XFG-1, che ricevette il nome di Comanche, era un caccia un biplano con fusoliera a  struttura in tubo d'acciaio saldato, rivestita in tessuto. Le ali, anch'esse rivestite in tessuto, avevano struttura in duralluminio. L'ala superiore aveva freccia all'indietro mentre le semiali inferiori in avanti. Il motore radiale era un Pratt & Whitney R-1340-C Wasp a 9 cilindri, raffreddato ad aria, erogante la potenza di 425 CV che azionava un'elica bipala. Il carrello d'atterraggio era triciclo posteriore fisso, con pattino di coda. Il velivolo saliva a 1.525 m (5.000 ft) in 3 minuti e 7 secondi.
Sulla base dei risultati dei collaudi di volo, avvenuti nel novembre-dicembre 1927, l'apertura dell'ala superiore fu aumentata a 9,76 m. Al termine dei test operativi l'XFG-1 (n/c A7944) venne restituito alla Eberhart per la conversione in idrovolante. L'aereo, presentato nuovamente per i collaudi nel gennaio 1928, ricevette un galleggiante centrale e galleggianti stabilizzatori sotto l'ala inferiore. Il propulsore  era un Pratt & Whitney R-1340-D Wasp con una potenza di 400 hp. L'aereo così modificato aveva una velocità massima di  253 km/h (157 mph), peso massimo di 1.425 kg (3.142 lb), apertura alare di 9,75 m (32 ft 0 in), lunghezza di 8,03 m (23 ft 3¾ in), altezza di 2,99 m (9 ft 9¾ in), e superficie alare di 22,41 m² (221,26 sq).
Dopo le modifiche, la designazione dell'aereo fu cambiata in XF2G-1. Poco dopo l'inizio dei collaudi presso la NAS Anacostia l'aereo precipitò nel marzo 1928 andando distrutto. Non fu emesso alcun ordine per la costruzione di altri prototipi o aerei di produzione.